# Necromanție

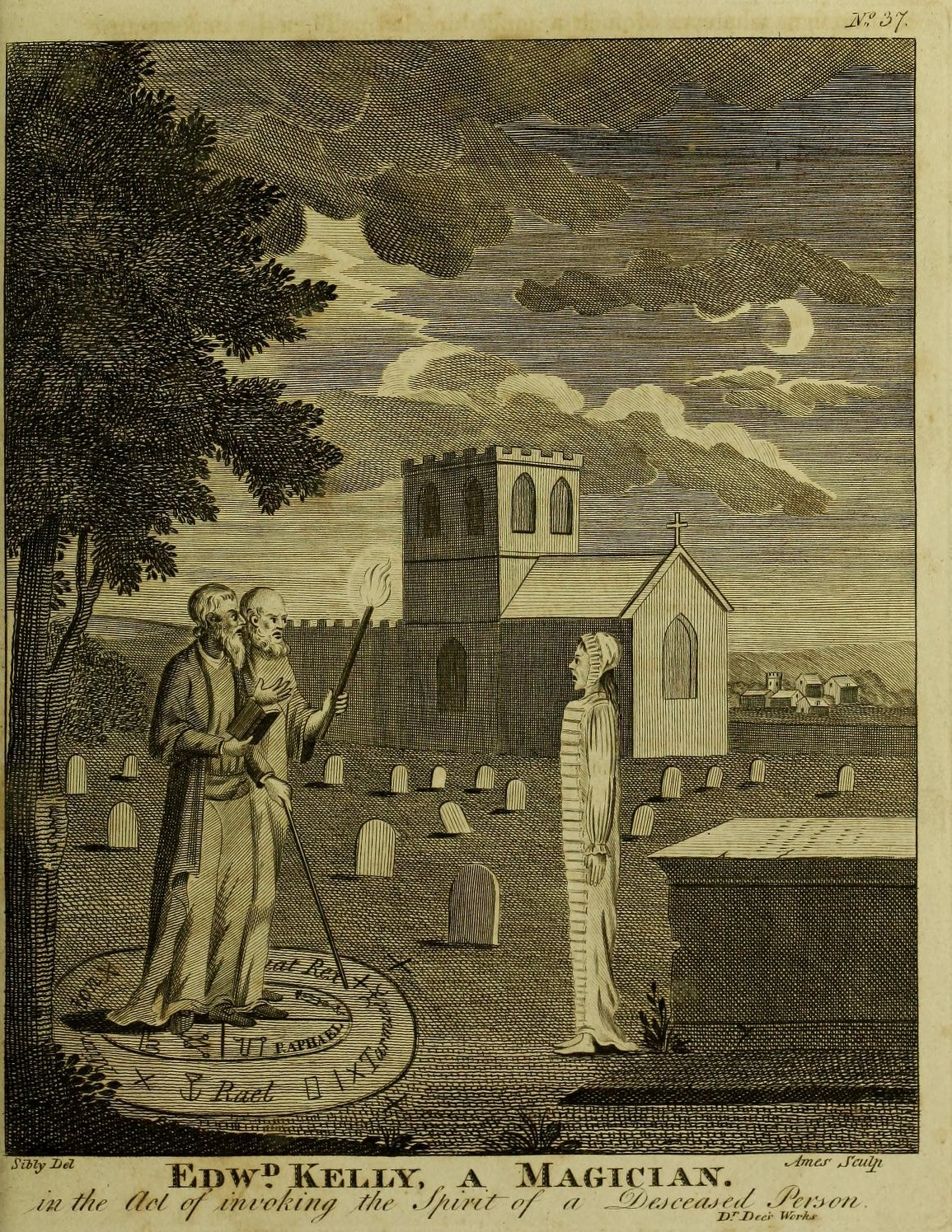
John Dee și Edward Kelley invocând spiritul unei persoane moarte (gravură pentru Astrologia lui Ebenezer Sibly, 1806).

Necromanția (în greacă νεκρομαντεία, transliterat: nekromanteia, din care a derivat latinescul necromantia) este o formă de magie în care cel care o practică încearcă să invoce spiritele persoanelor moarte, sub forma unor fantome sau chiar în trupul lor, în scopul aflării viitorului.
Necromanția timpurie este văzută ca un fel de șamanism, în care sunt chemate spiritele strămoșilor sub formă de fantome.
Necromanția este diviniția prin invocarea sufletelor morților. Termenul derivă din cuvintele grecești `nekros`=`mort` și `manteia`=`profeție`. Are și un înțeles secundar reflectat într-o formă alternativă și arhaică a cuvântului, nigromantic (o etimologie populară pornind de la latinescul `niger`=`negru`, în care forța magica neagră a `puterilor întunericului` este obținută de la morți sau acționând asupra cadavrelor. Un practicant al necromanției se numește necromant.

## Istoric
Necromanția timpurie este înrudită (sau mai degrabă a evoluat) din șamanism, care realiza conexiuni cu spirite precum fantomele sau străbunii. Necromanții clasici se adresează morților printr-un "amestec de scârțâit înalt și un ușor bâzâit", asemănătoare cu starea de transă a șamanilor. Necromanția a fost răspândită de-a lungul Vestului Antic cu dovezi ale existenței sale în Egipt, Babilon, Grecia și Roma.
Cea mai veche relatare literară a necromanției se găsește în opera lui Homer, Odiseea. Sub îndrumarea lui Circe, o puternică vrăjitoare, Ulise călătorește în "lumea de dincolo" (katabasis) pentru a obține o înțelegere despre călătoria sa spre casă prin trezirea morților cu ajutorul vrăjilor pe care Circe l-a învățat. El dorește să invoce și să interogheze "Umbra lui Tiresias" în particular. Totuși, el nu reușește să invoce spiritul clarvăzătorului fără ajutorul altora. Pasajele Odiseei conțin multe referințe descriptive despre ritualurile necromante: acestea trebuie realizate în jurul unei gropi cu foc în timpul nopții și Ulise trebuie să urmeze o rețetă specifică, care conține sângele unor animale sacrificate, să realizeze o libație pentru fantome să bea în timp ce el recită rugăciunile atât pentru spirite, cât și pentru zeii din lumea de dincolo. 
Aceste tipuri de practici, variind de la lumesc la grotesc, au fost frecvent asociate cu necromanția. Ritualurile pot fi destul de elaborate, incluzând cercuri magice, baghete, talismane și incantații. Necromantul ar putea, de asemenea, să se înconjoare cu morbide aspecte ale morții, care de multe ori includ purtatul hainelor decedatului și consumarea unor mâncăruri care simbolizează lipsa de viață și descompunerea cum ar fi pâinea neagră nedospită și suc de struguri nefermentat. Unii necromanți chiar au mers mai departe, până în punctul în care luau parte la mutilări și la consumarea de cadavre. Aceste ceremonii pot continua ore în șir, zile sau chiar săptămâni, conducând până la eventuala chemare a spiritelor. Deseori acestea sunt realizate în locuri de înmormântare sau alte locuri melancolice care se potrivesc cererilor unui necromant. 
În plus, necromanții preferă să invoce trecutul recent bazat pe promisiunea că revelațiilor lor au fost spune mult mai clar. Acest timp a fost limitat la 12 luni de la moartea unei ființe. Odată această perioadă se scurge, necromanții ar invoca în schimb spiritul fantomatic al decedatului. 

## Legături externe
- Materiale media legate de Necromanție la Wikimedia Commons